# Jurodídeos
Jurodídeos (Jurodidae) é uma família de insectos coleópteros originalmente descrita como fósseis, até que em 1996 foi encontrado um espécimen vivo da espécie Sikhotealinia zhiltzovae, qualificado como fóssil vivo.
Desde a sua descoberta, este insecto descrito por um único espécimen, tem sido objecto de debates. Relatou-se que possuía três ocelos na região anterior, uma condição até agora desconhecida na ordem dos coleópteros vivos ou extintos, mas comum em outros ordens e geralmente considerada uma característica cladística dentro dos insectos neópteros. É possível que esta espécie possa representar o mais arcaico de todos os escaravelhos vivos. No entanto, algumas autoridades têm desafiado esta interpretação, e têm sugerido que esta espécie não pertence à subordem Archostemata. Discernir isto não poderá ser possível até que se recolham espécimenes adicionais e se tenha em posse análises genéticas.